# Leonardo Ulrich Steiner
Pour les articles homonymes, voir Steiner.
Leonardo Ulrich Steiner, (né le 6 novembre 1950) est un prélat brésilien de l'Église catholique, archevêque de Manaus depuis 2020 et cardinal depuis 2022. Membre des franciscains depuis 1976 et évêque depuis 2005, il était évêque auxiliaire de l'archidiocèse de Brasília de 2011 à 2019.

## Biographie
Leonardo Ulrich Steiner est né le 6 novembre 1950 à Forquilhinha, archidiocèse de Florianópolis (aujourd'hui dans le diocèse de Criciúma) et l'État fédéré de Santa Catarina, sur la côte sud de la République fédérale du Brésil ; Issu d'une famille d'immigrants catholiques dévoués d'origine allemande, il est le treizième des seize enfants de Leonardo Steiner et Carlota Arns.
Beaucoup de membres de sa famille sont devenus prêtres et religieuses, et parmi eux il y a son cousin le cardinal Paulo Evaristo Arns dont le père, Gabriel Arns, était le frère de sa mère, et qui a toujours été un exemple pour lui : né dans la même ville, ils devinrent en fait tous les deux frères franciscains, nommés plus tard évêques et cardinaux.

### Formation et ministère sacerdotal
Après avoir reçu l'enseignement primaire, il entre en 1963 au secondaire au séminaire Santo Antônio d'Agudos, dirigé par les pères franciscains, où il obtient son diplôme en 1969 et poursuit ses études jusqu'en 1971. Sentant la maturité de sa vocation sacerdotale, il entre le 20 janvier 1972 dans l'Ordre des Frères mineurs, institut religieux fondé en 1210 par saint François d'Assise, au noviciat de la province franciscaine de l'Immaculée Conception du Brésil. En 1973, il s'installe à Petrópolis, où il termine ses études en philosophie et théologie au séminaire franciscain pendant les cinq années suivantes. En même temps, il est enseignant et consultant au collège dos Meninos Cantores pendant quatre ans, jusqu'en 1977 ; entre-temps, le 2 août 1976, il fait sa profession solennelle à l'âge de vingt-cinq ans.
Au terme de sa formation, il reçoit l'ordination sacerdotale le 21 janvier 1978, dans sa ville natale, par l'imposition des mains de son cousin le cardinal Arns, archevêque métropolitain de São Paulo, à l'âge de vingt-sept ans. Peu de temps après, il se voit confier le poste de maître des postulants à Guaratinguetá, tout en servant comme vicaire paroissial dans l'église de São Benedito, jusqu'à son retour au Séminaire Santo Antônio à Agudos, où depuis 1979, il est professeur et conseiller pédagogique, pendant trois ans, servant également dans la paroisse de São Paulo Apóstolo.
En 1981, il commence son cours de pédagogie au centre universitaire salésien de São Paulo (UNISAL) à Lorena, où il a obtenu son baccalauréat en pédagogie en 1982, tandis que de 1983 à 1986, il a repris les postes de maître des postulants, d'assistant paroissial et prêtre à Guaratinguetá, auquel il a également ajouté celui d'assistant des équipes de Nossa Senhora. En outre, en 1985, il a été nommé assistant du monastère de Nazaré das Clarissas à Lages, un rôle joué pendant une décennie, et secrétaire pour la formation et les études de la province franciscaine de l'Immaculée Conception, qu'il a occupé jusqu'à ce qu'il soit élu maître des novices et frères de profession temporaire à Rodeio en 1987, officiant également dans la paroisse de Saint François d'Assise. En 1990, il a été élu membre de la première Commission pro Ratio Studiorum de l'Ordre des Frères mineurs et cinq ans plus tard, visiteur général de la province franciscaine du Rio Grande do Sul.
En 1995, il s'installe à Rome, en Italie, pour un séjour à l'Université pontificale de Saint-Antoine, où il obtient sa licence en philosophie en 1998. En 1999, il est nommé secrétaire général de la même université pendant quatre ans et en même temps, il commence ses études pour un doctorat en philosophie, qu'il a obtenu deux ans plus tard avec une thèse intitulée A Asseidade - O Conceito de Deus em Bernhard Welte (« L'Aseità - Le concept de Dieu chez Bernhard Welte »). En 2001, il est également devenu professeur invité de lecture classique et de méthodologie philosophique. Par ailleurs, à partir de 1997, il établit des contacts à Südoldenburg, région de Basse-Saxe en Allemagne, assumant une représentation festive dans les paroisses de Saint-Antoine à Rechterfeld et Saint-Guy à Visbek pendant les six années suivantes, restant en contact amical avec de nombreuses personnes, y compris le futur évêque missionnaire au Brésil Johannes Bahlmann et l'évêque auxiliaire Timmerevers, dont il a été plusieurs fois l'hôte. Il collabore aussi souvent au monastère franciscain de Schwaz, dans le Tyrol.
De retour au Brésil, en 2003, il devient vicaire de la paroisse de Senhor Bom Jesus dos Perdões et chargé de cours à la faculté de philosophie de Bom Jesus, de l'Instituto de Filosofia São Boaventura de Curitiba, occupant ces fonctions jusqu'à sa promotion à l'épiscopat.

### Ministère épiscopal

#### Prélat de São Félix
Le 2 février 2005, le pape Jean-Paul II le nomme, à cinquante-quatre ans, prélat de São Félix ; il succède à Pedro Casaldáliga, C.M.F., 76 ans, qui a démissionné en raison de la limite d'âge. Il reçoit la consécration épiscopale le 16 avril suivant, dans la cathédrale Saint-Paul Apôtre de Blumenau, par l'imposition des mains de son cousin le cardinal Arns, archevêque émérite de São Paulo, assisté des co-consécrateurs Angélico Sândalo Bernardino, évêque de Blumenau, et Heinrich Timmerevers, évêque titulaire de Tulana (de) et auxiliaire de Dresde-Meißen. Il a pris possession du siège lors d'une célébration ultérieure tenue dans la cathédrale de l'Assomption de la Vierge Marie à São Félix do Araguaia. Comme devise épiscopale, il choisit Verbum caro factum est, qui signifie « Le Verbe s'est fait chair » (Jean 1, 14).
Durant son épiscopat à la prélature territoriale, il s'est particulièrement impliqué dans les conflits entre les sans-terre et les grands propriétaires terriens, ainsi que dans la défense des peuples indigènes comme les Xavante.
Le 7 septembre 2009, il s'est rendu au Vatican, avec d'autres membres de l'épiscopat brésilien pour la visite ad limina apostolorum, afin de discuter avec le pontife de la situation et des problèmes relatifs à son diocèse.
Dans le cadre de la Conférence nationale des évêques du Brésil (CNBB), il devient en 2007 membre de la Commission épiscopale de la pastorale des ministères ordonnés et de la vie consacrée et vice-président de la région Ouest 2, dont il est également l'évêque référent pour les prêtres, pour le Conseil Indigène Missionnaire (CIMI) et pour les jeunes. Il occupe ces fonctions jusqu'au 10 mai 2011. Lors de la dernière session de la 49e assemblée générale, il est élu secrétaire général de la même CNBB au premier tour pour les quatre années suivantes, obtenant 202 voix sur 268 et prenant la relève de Dimas Lara Barbosa (pt) promu archevêque métropolitain de Campo Grande le 4 mai précédent.

#### Évêque auxiliaire de Brasilia
Le 21 septembre suivant, le pape Benoît XVI le nomme évêque auxiliaire de Brasilia, lui attribuant en même temps le siège titulaire de Tisiduo. En effet, étant le secrétaire de la CNBB, un poste assez exigeant, depuis 1979 c'était toujours un évêque auxiliaire qui l'occupait, plutôt qu'un évêque diocésain. Un mois plus tard, le 10 novembre, il est reçu en audience par le pape avec les nouveaux dirigeants de la CNBB, c'est-à-dire le cardinal président Raymundo Damasceno Assis et l'archevêque vice-président José Belisário da Silva.
En 2012, la CNBB l'a élu pour participer comme père synodal à la XIIIe assemblée générale ordinaire du synode des évêques, tenue au Vatican du 7 au 28 octobre suivant, avec pour thème La nouvelle évangélisation pour la transmission de la foi chrétienne.
Il est reçu en audience par le nouveau pape François, toujours accompagné des dirigeants de la CNBB, les 28 septembre 2013 et 30 septembre 2014.
Le 20 avril 2015, il a été réélu pour un second mandat en tant que secrétaire général de la Conférence nationale des évêques du Brésil, qui l'a peu après élu comme suppléant pour participer à la XIVe assemblée générale ordinaire du synode des évêques, qui a eu lieu du 4 au 25 octobre avec pour thème « La vocation et la mission de la famille dans l'Église et dans le monde contemporain ».
Avec les nouveaux dirigeants de l'épiscopat brésilien, le cardinal président Sérgio da Rocha et l'archevêque vice-président Murilo Sebastião Ramos Krieger, il a été reçu en audience par le pape le 5 septembre 2015, le 20 octobre 2016, le 19 octobre 2017 et le 3 décembre 2018.
Il a terminé ses fonctions de secrétaire général de la CNBB le 7 mai 2019, lors de la 57e assemblée générale, lorsqu'il a été remplacé par Joel Portella Amado, évêque titulaire de Carmeiano et auxiliaire de Rio de Janeiro.

#### Archevêque métropolitain de Manaus
Le 27 novembre suivant, à l'âge de soixante-neuf ans, le pape François le promeut archevêque métropolitain de Manaus ; il succède à Sérgio Eduardo Castriani (pt), démissionnaire pour raison de santé. Il a pris possession de l'archidiocèse lors d'une cérémonie tenue dans la cathédrale de l'Immaculée-Conception (es) de Manaus le 31 janvier 2020, tandis que le 29 juin suivant, jour de la solennité des saints Pierre et Paul, il s'est rendu à la basilique Saint-Pierre au Vatican, où le pontife lui a donné le pallium, symbole de communion entre le Saint-Siège et le métropolitain, qui lui fut imposé lors d'une célébration ultérieure.
Face au déni de la pandémie de Covid-19 au Brésil par le président Jair Bolsonaro et son gouvernement, Steiner a évité la confrontation verbale et a préféré laisser les actions de l'Église servir de réponse. Il a déclaré : « De telles questions idéologiques sont très complexes. Mais l'Église ne peut pas cesser d'exprimer ses positions. En même temps, nous montrons à travers notre travail ce que nous pensons être la vraie solidarité… Mais le travail que les catholiques font à Manaus, apportant réconfort et espoir aux sans-abris, aux immigrés et aux pauvres, est fantastique. C'est pourquoi notre voix continuera à être entendue. »
Depuis le 27 mars 2022, il est vice-président de la Conférence ecclésiale de l'Amazonie.
Le 29 mai 2022, à l'issue du Regina cæli, le pape François annonce sa création comme cardinal lors du consistoire du 27 août suivant,.